# Geschiedenis van Brunei

Deze pagina geeft een overzicht van de geschiedenis van Brunei, van de middeleeuwen tot de moderne tijd.

## Middeleeuwen
Vanaf het jaar 977 spreken Chinese documenten over Po-ni, wat volgens sommige geleerden verwijst naar Borneo. Daar is echter geen feitelijk bewijs voor. Een Chinese beambte beschrijft Po-ni in het jaar 1225 honderd oorlogsschepen had om haar handelsvloot te beschermen.
In het veertiende-eeuwse Javaanse geschrift Nagarakretagama, geschreven door Prapañca, wordt Barune genoemd als een vazalstaat van Majapahit. In 1369 vielen de Sulus Po-ni aan. Zij waren uit op haar goud. Een vloot afkomstig uit Majapahit wist de Sulus te verdrijven, maar Po-ni bleef zwakker achter.

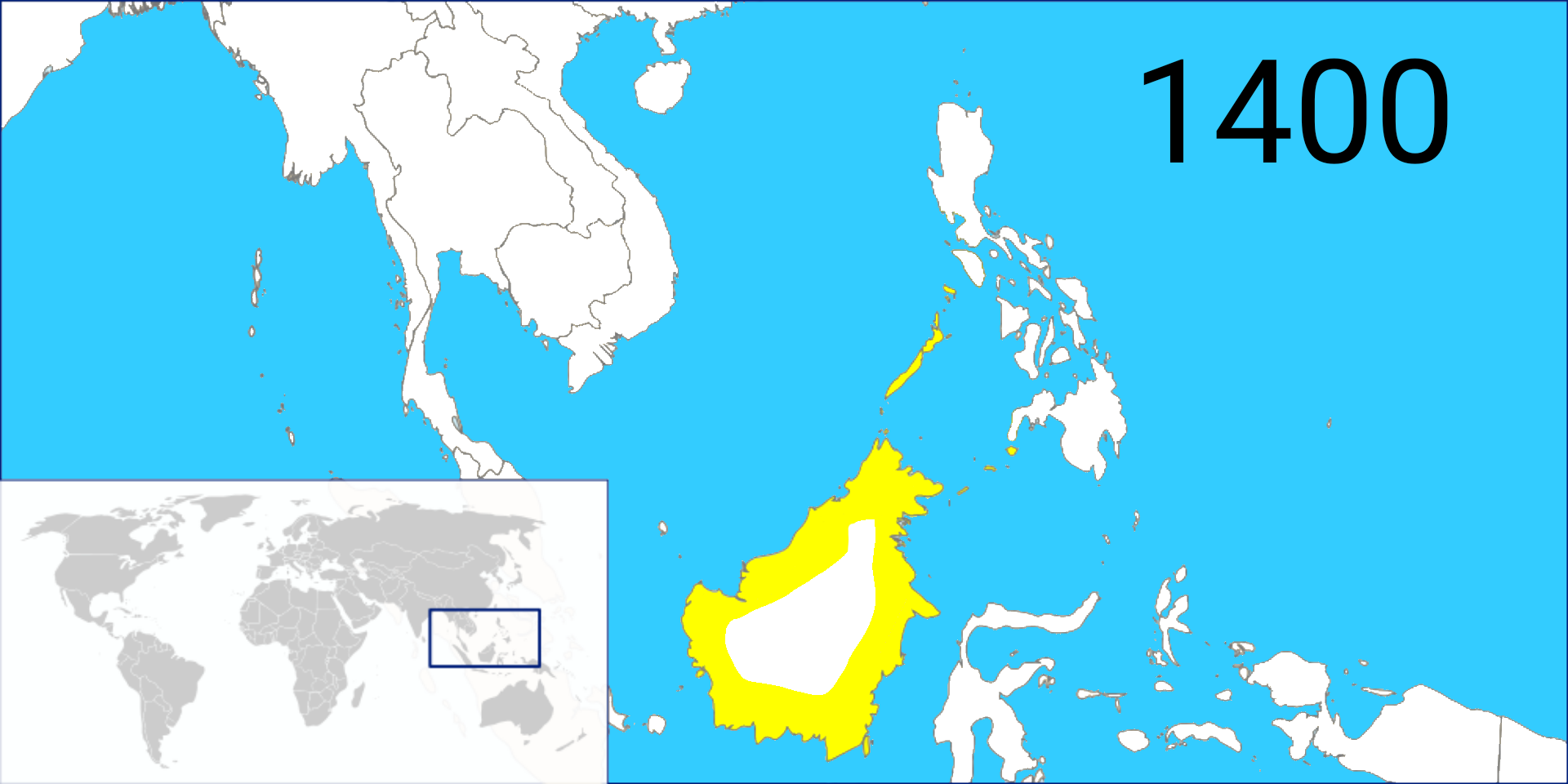
Het sultanaat rond 1400

Volgens geleerden was het sultanaat Brunei op het hoogtepunt van zijn macht tussen de 15e en 17e eeuw. Zijn zeggenschap reikte van Noord-Borneo tot de zuidelijke eilanden van de Filipijnen. Rond die tijd was de islam stevig geworteld in Brunei. Het land bouwde een grote moskee. Deze werd in 1578 door de Spaanse ontdekkingsreiziger Alonso Beltrán omschreven als een gebouw van vijf verdiepingen hoog en gebouwd op het water.

## Europese invloeden in de regio
Nieuwe Europese invloeden maakten een einde aan de positie van Brunei als regionale macht. De Spanjaarden beschouwden Brunei als een uitvalshaven voor piraten en verklaarden in 1578 de oorlog. Met behulp van twee Bruneise edelen wilden zij de hoofdstad Kota Batu aanvallen. De twee edelmannen, waaronder de broer van de zittende sultan, waren naar Manilla, het centrum van de Spaanse kolonie, gereisd om de Spanjaarden om hulp te vragen om de zittende machthebbers te verdrijven.
De Spaanse expeditie onder leiding van Francisco de Sande bestond uit 400 Spanjaarden, 1500 Filipino's en 300 Borneanen. Zij vielen in april 1578 de hoofdstad binnen en namen deze in. Zij wilden het verslagen leger achtervolgen, maar hadden zelf veel slachtoffers als gevolg van cholera en dysenterie. Daarom keerden de Spanjaarden na 72 dagen terug naar Manilla. In de Bruneise lezing sloegen de Spanjaarden juist op de vlucht vanwege de Bruneise tegenstand.

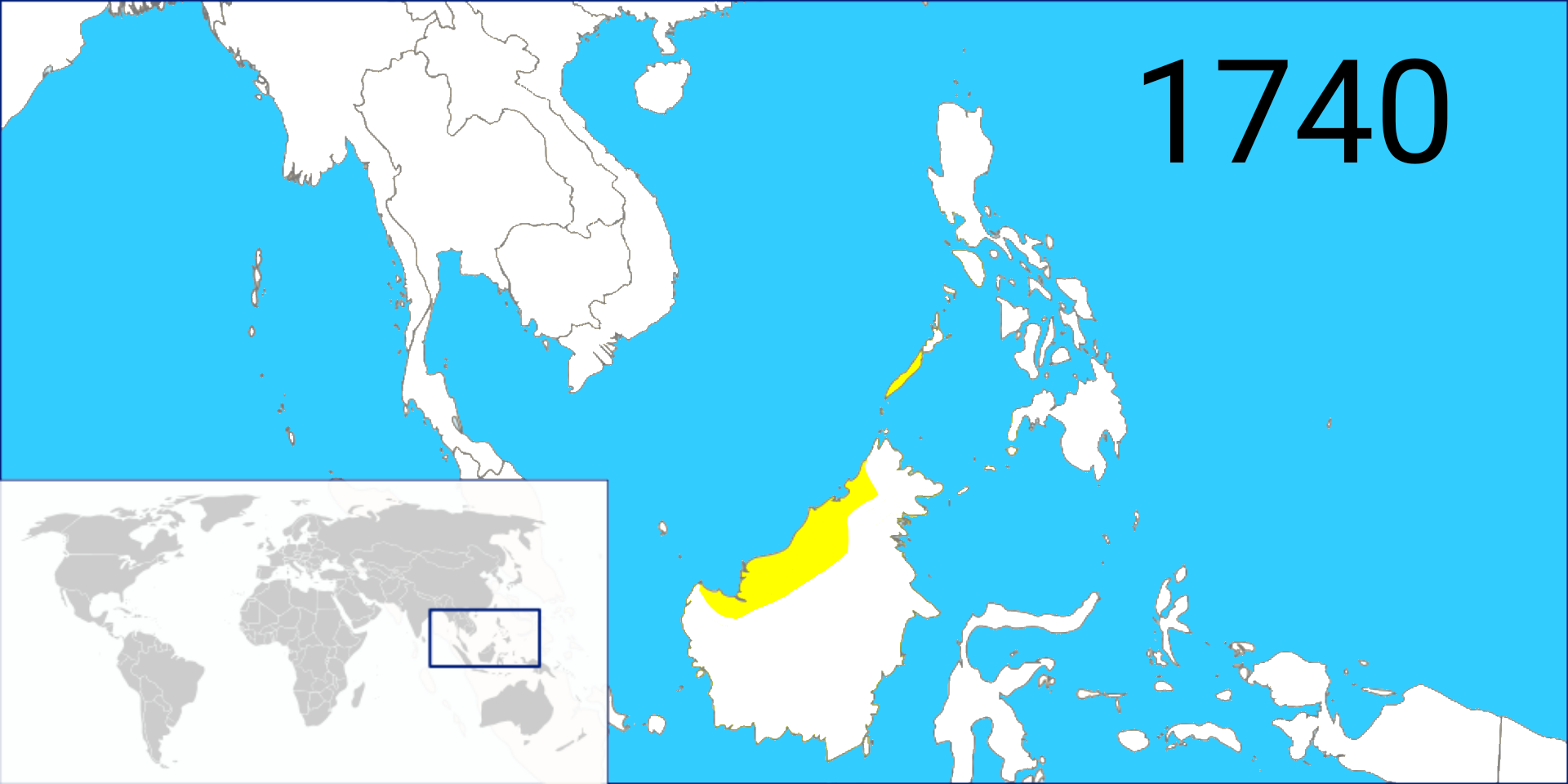
Het sultanaat rond 1740

In de eeuwen daarna nam ook de invloed van Europese machten in de regio toe, waaronder Nederland en Groot-Brittannië. In het Verdrag van Londen spraken beide landen af dat het noorden van Borneo in de Britse invloedssfeer kwam te liggen en Nederland zeggenschap in het zuiden zou krijgen. De Britse avonturier James Brooke hielp in 1846 een opstand van koppensnellers tegen de sultan neer te slaan en kreeg van de sultan Sarawak toegewezen. In de jaren daarna leasede of annexeerde Brooke -en zijn neven die hem zouden opvolgen- steeds meer land ten koste van Brunei. Zij vormden een nieuwe dynastie die bekend kwam te staan als de witte rajah's.

## Onder Brits bewind

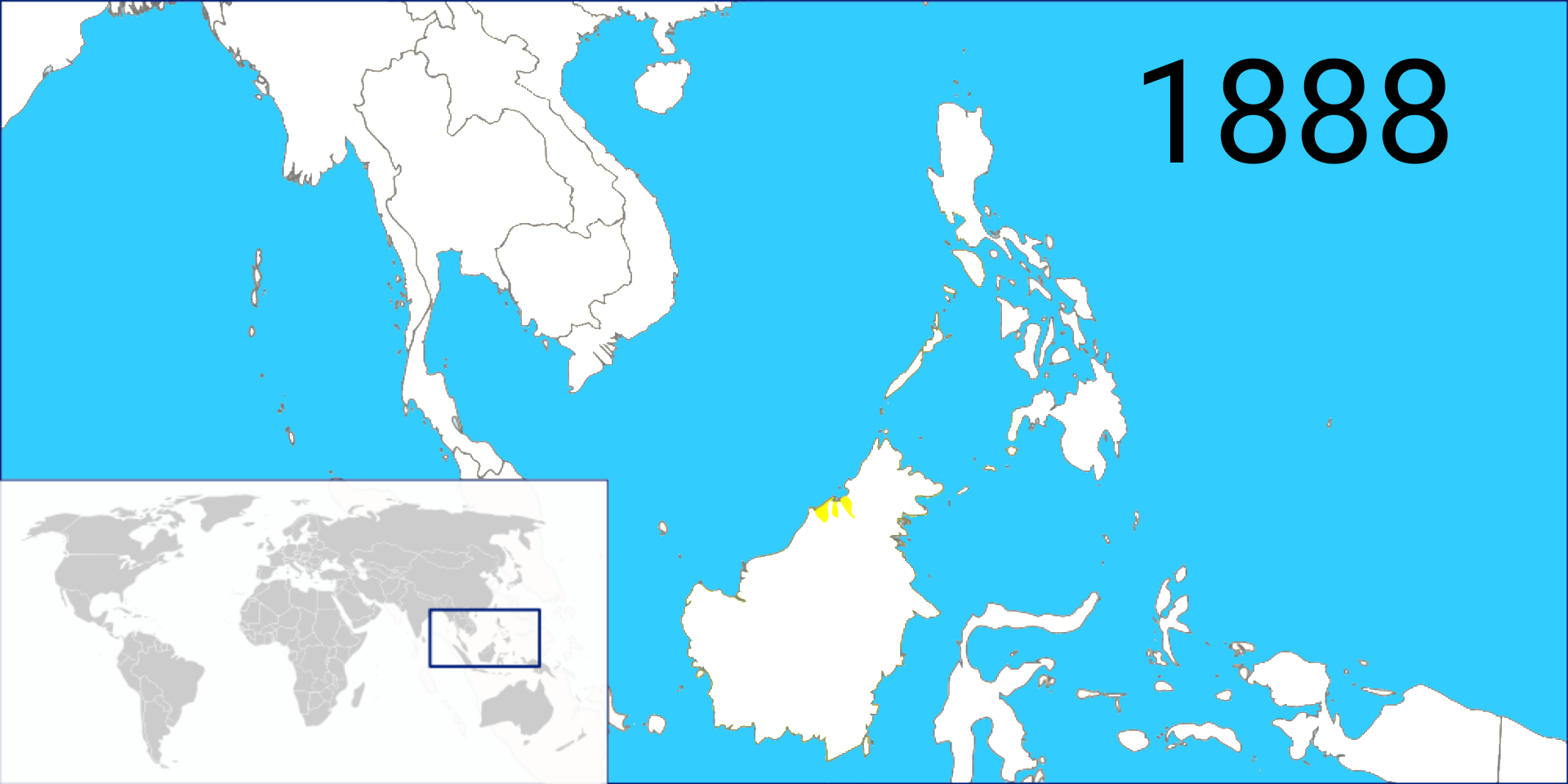
Het sultanaat rond 1888

Sultan Hashim Jalilul Alam Aqamaddin vroeg de Britten om verdere gebiedsuitbreiding van de Brookes tegen te gaan. Hij sloot in september 1888 een akkoord met Sir Hugh Low, die namens Groot-Brittannië de onderhandelingen voerde. In het verdrag werd afgesproken dat de sultan geen land mocht overdragen aan buitenlandse machten zonder Britse toestemming. Daarmee kreeg Groot-Brittannië feitelijk zeggenschap over Brunei. Het werd een Brits protectoraat. In 1890 annexeerde Sarawak toch Limbang, waardoor Brunei nog maar een klein stukje grond overhield. Groot-Brittannië liet dat toe omdat Sarawak volgens hen geen buitenlandse macht was. In de decennia daarna nam de interne zeggenschap van de Britten steeds verder toe ten koste van de macht van de sultan.
Een belangrijke verandering voor Brunei was de vondst van olie in 1929. Het land bleek over grote oliebronnen te beschikken. In 1940 werden er zes miljoen vaten olie opgewekt. Daarmee was Brunei een aantrekkelijke prooi voor Japan. Acht dagen na de aanval op Pearl Harbor landden Japanse troepen op Borneo en versloegen de kleine Britse troepenmacht. Die hadden veel olieputten nog wel met cement dicht gegooid, maar gedurende de oorlog namen de Japanners de meeste weer in productie. De bezetters sloten een akkoord met sultan Ahmad Tajuddin die onder een Japanse gouverneur-generaal op zijn troon mocht blijven. Op de scholen werd voortaan Japans gedoceerd. Ook ambtenaren moesten deze taal leren.
Vanaf 1943 werd Brunei steeds frequenter gebombardeerd door de geallieerden. In juni 1945 landde de Australische 9e Infanteriedivisie op Borneo. In de maanden daarna waren er heftige gevechten die leidden tot de Japanse overgave in september 1945. Tot juli 1946 trad er een Brits militair bestuur aan, dat vooral bestond uit Australische officieren en beambten.
De eerste politieke partij in Brunei werd in april 1946 opgericht onder de naam Barisan Pemuda (afgekort BARIP), wat Jeugdbeweging betekent. Haar doel was om de soevereiniteit van het land en de sultan te bewaren en de rechten van de Maleisiërs te verdedigen.

## Wel of niet onderdeel van Maleisië?
In de nieuwe grondwet van 1959 werd verklaard dat Brunei zelfbestuur had, hoewel het Verenigd Koninkrijk verantwoordelijk was voor het buitenlands beleid en de verdediging van de staat. In december 1962 brak er een kleine opstand uit in Brunei tegen de sultan. De opstandelingen wilden een onafhankelijk Noord-Borneo. Ze bezette de stad Brunei en een basis van Shell, maar wisten niet door te dringen tot de verblijven van de sultan. Deze vroeg de Britten om ondersteuning en binnen twee weken was de opstand neergeslagen. De opstandelingen werden gesteund door de Filipijnen die een claim hadden op Sabah, en door Indonesië dat ook zeggenschap over het noordelijk deel van Borneo wilde en daarom ook de rebellen steunde. Op dat moment was de Indonesische regering van president Soekarno echter volop verwikkeld in een diplomatiek conflict wat betreft de overdracht van de Nederlandse kolonie Nederlands-Nieuw-Guinea. Een andere grote claim op Noord-Borneo zou haar positie in dat dossier kunnen verzwakken.
Het nabijgelegen Malaya was in 1957 onafhankelijk geworden. In 1961 ontstonden er plannen voor het samengaan met de Britse kroonkolonie Singapore. De nieuw te vormen staat zou de naam Maleisië krijgen. De Britse regering onder leiding van Harold Macmillan was tot de conclusie gekomen dat zij zich geen dure militaire aanwezigheid kon veroorloven ten oosten van Aden en stelde voor Noord-Borneo, te weten Sarawak, Sabah en Brunei, bij deze nieuwe federatie te voegen. Op de Londense conferentie in juli 1963 stapte Bruinei uit de boot. Sultan Saifuddin vreesde voor zijn financiële positie. Abdul Rahman, premier van Malaya, had al laten weten dat de olieinkomsten van Brunei grotendeels naar de centrale regeringskas zouden vloeien. Die inkomsten, toen al honderd miljoen dollar per jaar, vloeiden op dat moment naar de persoonlijke kas van de sultan. De sultan werd in zijn actie gesteund door Brunei Shell Petroleum, die maar moest afwachten of de aantrekkelijke winstverdeling van fifty-fifty na toetreding tot de nieuwe federatie gehandhaafd zou blijven.

## Onafhankelijkheid

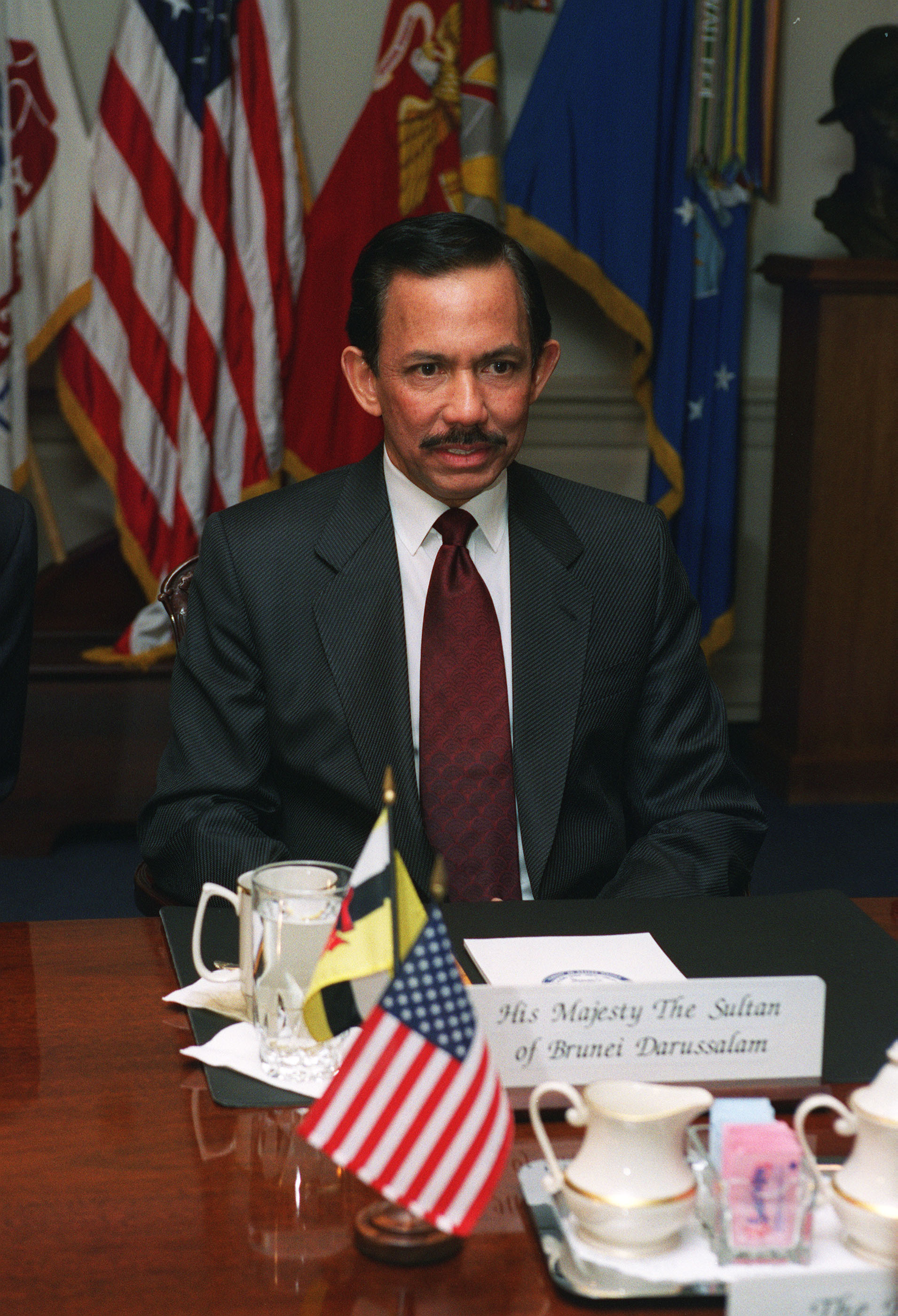
De huidige sultan Hassanal Bolkiah (2002)

Hassanal Bolkiah volgde in 1967 zijn vader op als sultan. Onder zijn leiding verkreeg Brunei in 1984 onafhankelijkheid van Groot-Brittannië. In 1998 kwam de sultan openlijk in botsing met zijn jongere broer prins Jefri Bolkiah. Deze prins – bekend om zijn voorliefde voor jachten, privé-vliegtuigen en renpaarden – zou er 16 miljard dollar, bestemd voor Bruneis buitenlandse investeringen, doorheen hebben gejaagd.
De bevolking van Brunei profiteert mee van de rijkdom van de sultan. Zo kent het land geen belastingstelsel terwijl gezondheidszorg en onderwijs gratis zijn en voedsel en woningen worden gesubsidieerd. Brunei probeert wel de afhankelijkheid van oliedollars te verminderen.
De sultan besloot in 2014 om de Sharia-strafwet in te voeren, waardoor het onder andere mogelijk is om dieven, overspeligen en homo's te straffen door middel van steniging en amputatie van ledematen.
Geschiedenis van:
Afghanistan · 
Armenië · 
Azerbeidzjan · 
Bahrein · 
Bangladesh · 
Bhutan · 
Brunei · 
Cambodja · 
China · 
Filipijnen · 
Georgië · 
India · 
Indonesië · 
Irak · 
Iran · 
Israël · 
Japan · 
Jemen · 
Jordanië · 
Joodse Autonome Oblast · 
Kazachstan · 
Kirgizië · 
Koeweit · 
Korea (Noord-Korea, Zuid-Korea) · 
Laos · 
Libanon · 
Maldiven · 
Maleisië · 
Mongolië · 
Myanmar · 
Nepal · 
Oezbekistan · 
Oman · 
Oost-Timor · 
Pakistan · 
Palestina · 
Qatar · 
Rusland ·  
Saoedi-Arabië · 
Siberië · 
Singapore · 
Sri Lanka · 
Syrië · 
Tadzjikistan · 
Taiwan · 
Thailand · 
Tibet · 
Toeva · 
Turkije · 
Turkmenistan · 
Verenigde Arabische Emiraten · 
Vietnam · 
Xinjiang
Midden-Oosten · Centraal-Azië · Zuid-Azië